# 男孩們 (酷娃恰莉歌曲)
〈男孩們〉（英語："Boys"）是英國歌手兼詞曲作家查莉·XCX的單曲，由庇護所唱片公司和英國大西洋唱片於2017年7月26日發行，是首包含極簡流行與電子流行的歌曲。單曲原本預計作為恰莉第三張錄音室專輯《恰莉》的第二首單曲，但因為歌曲被人洩露而提早推出。
〈男孩們〉的音樂錄影帶由恰莉指導拍攝，找來許多樂壇、時裝界和社交媒體的名人。在影片中，男生模仿女生平常會做的性感事情，包括吃鬆餅、打赤膊、梳頭髮、玩泡泡以及被玫瑰花包圍。影片在發布24小時內獲得300萬觀看人次，不只反響熱烈，樂評也都給予歌曲好評，讚賞影片破性別框架將男性從觀看的角色變成被觀看的對象。〈男孩們〉成功登上多國音樂排行榜，並被收錄於多家媒體「2017年最佳歌曲」列表中。

## 製作與發行
〈男孩們〉是查莉·XCX於2017年7月26日推出的單曲，由庇護所唱片公司和英國大西洋唱片負責發行。歌曲時長2分42秒，是首極簡流行電子音樂。〈男孩們〉以D大調創作，每分鐘140拍，音域範圍在A3至A4。
查莉向來由自己寫歌，但〈男孩們〉不同；歌詞由、卡斯·羅威、英格麗·安德雷斯、邁克爾·波拉克、阿里·萊夫以及葛萊美獎得主埃米莉·華倫創作。〈男孩們〉是首關於男孩幻想的歌曲，歌詞講述了查莉對男孩的白日夢幻想以及這對現實造成的影響。

## 音樂錄影帶
〈男孩們〉的音樂錄影帶（MV）由恰莉指導拍攝，莎拉·麥考根（Sarah McColgan）擔任額外指導，露西·羅傑斯（Lucy Rogers）擔任製作人。影片於2017年7月26日發布在恰莉的官方Youtube頻道。於4月開始拍攝，找來許多名來自樂壇、時裝界和社交媒體的名人。
喬·強納斯是查莉的首位人選，在初次聽到〈男孩們〉樣本當下，查莉立即對歌曲的產生靈感，表示「如果我讓喬·強納斯在MV裡面賣弄性感會怎麼樣？」。接著她開始考慮是否該邀請更多人參與MV演出。為了找到參與者，查莉花費了數個月的時間詢問意願，像是直接打電話或透過約會應用軟體聯絡。為了拍攝MV，恰莉甚至列了一張清單，上面羅列了包含「洗車」、「枕頭戰」、「誘惑飲食」等目標。MV大量採用粉紅色調，恰莉在接受採訪恰莉表示拍攝錄影帶意在「從頭開始翻轉男性凝視。」。
在發布24小時內獲得300萬觀看人次，並廣受好評，評論稱讚影片打破性別框架。《今夜娛樂》稱其為現代版的〈It's Raining Men〉，表示影片難以置信的有趣。稱〈男孩們〉為年度必看之一。Pitchfork亦給MV好評，但批評MV中擁有最多鏡頭的仍是白人，而非其他非裔與亚裔人士。

### 男性客串名單
名單以出場順序介紹
| #     | 男性                                                                                  | 從事領域                                                 |
| 1     | 喬·強納斯                                                                             | 音樂家（強納斯兄弟、DNCE）                               |
| 2     | 喬許·奧斯特洛夫斯基                                                                   | Instagram名人                                            |
| 3     |                                                                                       | 音樂家（MS MR）                                          |
| 4     | 查理·普斯                                                                             | 音樂家                                                   |
| 5     | Joey Bada$$                                                                           | 饒舌歌手                                                 |
| 6     | 奧利佛·塞克斯                                                                         | 音樂家（Bring Me The Horizon）                           |
| 7     | 卡麥隆·達拉斯                                                                         | 網路名人                                                 |
| 8     | 賢者雙子座                                                                            | 饒舌歌手                                                 |
| 9–10  | 、                                                                                    | 音樂家（電音戀腿癖）                                     |
| 11    | 布倫登·尤里                                                                           | 音樂家（迪斯可癟三）                                     |
| 12    | 卡斯帕爾·李                                                                           | YouTuber                                                 |
| 13    | G-Eazy                                                                                | 饒舌歌手                                                 |
| 14    | Stormzy                                                                               | 饒舌歌手                                                 |
| 15    | 登澤爾·柯里                                                                           | 饒舌歌手                                                 |
| 16    | 阿米內                                                                                | 饒舌歌手                                                 |
| 17–18 | 以斯拉·凱尼格、馬克·朗森                                                              | 音樂家（吸血鬼週末）、唱片製作人                         |
| 19    | MNEK                                                                                  | 創作歌手                                                 |
| 20    | 羅斯坦·巴曼里                                                                         | 音樂家（吸血鬼週末前團員）                               |
| 21    | 丹·史密斯                                                                             | 音樂家（巴士底樂團）                                     |
| 22–23 | Flume、A.G.庫克                                                                       | 音樂家                                                   |
| 24–25 | 威茲·哈利法、Ty Dolla $ign                                                            | 饒舌歌手                                                 |
| 26    | 天霸泰尼                                                                              | 饒舌歌手                                                 |
| 27–29 | 里茲·阿邁德、雷迪諾、希姆斯                                                           | 嘻哈樂團（Swet Shop Boys）                               |
| 30–32 | 阿凱爾·查羅斯（Akelle Charles）、海爾（Haile）、路易·雷（Louis Rei）                                              | 嘻哈樂團（WSTRN）                                        |
| 33    | 森內貴寬                                                                              | 音樂家（ONE OK ROCK）                                    |
| 34    | 卡爾·巴拉特                                                                           | 音樂家（放蕩樂團）                                       |
| 35    | 巴恩斯·考特尼                                                                         | 創作歌手                                                 |
| 36    | 康納·弗蘭塔                                                                           | YouTuber                                                 |
| 37    | 尚恩·羅斯                                                                             | 模特                                                     |
| 38    | 費·卡德拉（Fai Khadra）                                                                         | 歌手                                                     |
| 39    | 馬克·迪馬哥                                                                           | 創作歌手                                                 |
| 40    | will.i.am                                                                             | 音樂家（黑眼豆豆）                                       |
| 41    | TOMM¥ €A$H                                                                            | 饒舌歌手                                                 |
| 42    | 傑克·吉尼斯                                                                           | 模特                                                     |
| 43    | 迪波洛                                                                                | 唱片騎師、唱片製作人                                     |
| 44    | 羅利·樊尚（Laurie Vincent）                                                                         | 音樂家（Slaves）                                         |
| 45    | 杰克·安东诺夫                                                                         | 音樂家（Bleachers）                                      |
| 46–47 | 特里斯坦·埃文斯（Tristan Evans）、詹姆斯·麥克維（James McVey）                                                | 音樂家（凡普斯樂團）                                     |
| 48    | 湯姆·戴利                                                                             | 跳水運動員                                               |
| 49    | 法蘭克·卡特（Frank Carter）                                                                       | 音樂家（弗蘭克卡特和響尾蛇）                             |
| 50    | 馬克·杭特（或稱為）                                                                   | 攝影師                                                   |
| 51    | 弗雷德·麥克弗森                                                                       | 音樂家（Spector）                                        |
| 52–56 | 德賴爾·安克拉（Delleile Ankrah）、阿奇亞·瓊斯（Akia Jones）、凱恩·奧福米（Kaine Ofoeme）、班·沙爾普斯（Ben Sharples）、麥克·威爾西（Michael Welch） | 和聲男孩樂團（MiC LOWRY）                                |
| 57–58 | 丹特·強斯（Dante Jones）、德魯·洛夫（Drew Love）                                                          | 節奏藍調雙人組合（THEY.）                                |
| 59    | 西奧·赫奇克拉夫特                                                                     | 音樂家（傷痛樂團）                                       |
| 60    | 巴迪                                                                                  | 饒舌歌手                                                 |
| 61    | 約翰·戈爾力                                                                           | 音樂家（Portugal. The Man）                              |
| 62    | Shokichi                                                                              | 歌手（放浪兄弟、The Second）                             |
| 63    | 利安·弗雷伊                                                                           | 音樂家（The Courteeners）                                |
| 64    | 朴載範                                                                                | 歌手、饒舌歌手（2PM前成員）、霹靂舞者（Art of Movement） |
| 65–66 | 、                                                                                    | 雜誌《Galore》的創始人、創意總監、攝影師                 |
| 67    | DRAMDRAM                                                                              | 饒舌歌手                                                 |
| 68    |                                                                                       | Instagram名人                                            |
| 69    | 湯姆·格雷南                                                                           | 創作歌手                                                 |
| 70    |                                                                                       | 歌手                                                     |
| 71    | 哈立德                                                                                | 歌手                                                     |
| 72    |                                                                                       | 演講者、播客、饒舌歌手                                   |
| 73    | 萬斯·喬伊                                                                             | 創作歌手                                                 |
| 74    | 凱特拉納達                                                                            | 唱片騎師、唱片製作人                                     |

## 專業評價
〈男孩們〉普遍獲得媒體的好評。《衛報》讚譽歌曲是首謙遜完美的流行歌曲。Pitchfork將其選為「最佳新歌（Best New Track）」，評論者伊芙·巴洛（Eve Barlow）表示〈男孩們〉聽似簡單且未經裝飾，但卻提醒我們恰莉是最了解如何享有樂趣的人之一；她的歡樂單曲聽起來就跟介於午餐跟晚餐之間的夢一樣輕鬆。稱讚歌曲的編排，不斷重複的歌詞與溫柔的嗓音使歌曲令人難忘；恰莉不斷突破自身極限，讓人對她的彩華感到驚艷。全国公共广播电台的林德西·麥肯納（Lyndsey McKenna）稱其為可口的流行樂，節奏輕快的〈男孩們〉無疑是今年暑假最適合的歌曲。《Vice》形容這是首聰明簡單、無恥貪婪的流行歌曲，做為一首女性主義歌曲，與恰莉十分相稱。
〈男孩們〉是2017年最佳歌曲之一，在各家媒體的「2017年度最佳歌曲」排行裡，《衛報》、《The Line of Best Fit》與《新音樂快遞》皆將〈男孩們〉列為年度第二歌曲。Pitchfork評選歌曲為第10名、全国公共广播电台評選歌曲為第11名、Popjustice評選歌曲為第14名、評選歌曲為第18名、《娱乐周刊》評選歌曲為第19名、《Spin》評選為第20名、《Noisey》和《滾石》都將歌曲列為第23名。《Esquire》將歌曲列為「2017年度50首最佳歌曲」之一，《告示牌》、《Complex》和《混音器雜誌》則將〈男孩們〉評為35、42、54名。

## 曲目列表
| 數位下載 | 數位下載 | 數位下載 |
| 曲序     | 曲目     | 时长     |
| -------- | -------- | -------- |
| 1.       | Boys     | 2:42     |

| 數位下載 – 原聲版 | 數位下載 – 原聲版 | 數位下載 – 原聲版 |
| 曲序              | 曲目              | 时长              |
| ----------------- | ----------------- | ----------------- |
| 1.                | Boys（原聲版）    | 2:55              |

| 數位下載 – Coldabank Remix版 | 數位下載 – Coldabank Remix版 | 數位下載 – Coldabank Remix版 |
| 曲序                         | 曲目                         | 时长                         |
| ---------------------------- | ---------------------------- | ---------------------------- |
| 1.                           | Boys（Coldabank Remix版）    | 3:56                         |

| 數位下載 – Droeloe Remix版 | 數位下載 – Droeloe Remix版 | 數位下載 – Droeloe Remix版 |
| 曲序                       | 曲目                       | 时长                       |
| -------------------------- | -------------------------- | -------------------------- |
| 1.                         | Boys（Droeloe Remix版）    | 3:36                       |

| 數位下載 – Nevada Remix版 | 數位下載 – Nevada Remix版 | 數位下載 – Nevada Remix版 |
| 曲序                      | 曲目                      | 时长                      |
| ------------------------- | ------------------------- | ------------------------- |
| 1.                        | Boys（Nevada Remix版）    | 3:08                      |

## 製作人員
資料取自Tidal與。
- 製作人 –
- 額外製作人 – 卡斯·羅威（英语：Cass Lowe）
- 和聲歌手 –
- 鼓 – 卡斯·羅威、
- 工程師 – 卡斯·羅威、
- 吉他 –
- 主唱 – 酷娃恰莉
- 母帶處理 – 史都華·霍克斯（Stuart Hawkes）
- 混音 – 、
- 程式設計師 – 卡斯·羅威、
- 合成器 – 卡斯·羅威、
- 聲音編輯 –
- 聲碼器 – 卡斯·羅威
- 作詞 – 阿里·萊夫、卡斯·羅威、埃米莉·華倫（英语：Emily Warren）、英格麗·安德雷斯（英语：Ingrid Andress）、邁克爾·波拉克（英语：Michael Pollack (musician)）
- 作曲 – 阿里·萊夫、卡斯·羅威、埃米莉·華倫、英格麗·安德雷斯、邁克爾·波拉克

## 榜單
| 周榜單（2017年）                       | 最高排名 |
| -------------------------------------- | -------- |
| 澳大利亚（澳大利亚唱片业协会榜）       | 60       |
| 比利時佛蘭德（Ultratop五十強單曲榜）   | 16       |
| 比利時瓦隆（Ultratop五十強單曲榜）     | 4        |
| 加拿大（加拿大百強單曲榜）             | 60       |
| 捷克共和國（百強電台榜）               | 41       |
| 法國（法國唱片出版業公會單曲榜）       | 160      |
| 愛爾蘭（愛爾蘭唱片協會榜）             | 55       |
| 荷蘭（荷蘭百大單曲榜）                 | 23       |
| 新西兰（新西兰唱片音乐协会熱門單曲榜） | 1        |
| 菲律賓（菲律賓百強單曲榜）             | 41       |
| 蘇格蘭（官方榜單公司百大單曲銷售榜）   | 26       |
| 斯洛伐克（百強電台榜）                 | 60       |
| 瑞典（瑞典每周热歌榜）                 | 17       |
| 英國（官方榜單公司單曲榜）             | 31       |
| 美國（《告示牌》榜外單曲榜）           | 10       |

## 銷售認證
| 國家或地區                                            | 認證 | 銷量     |
| ----------------------------------------------------- | ---- | -------- |
| 英國（英國唱片業協會）                                | 銀   | 200,000‡ |
| 美國（美國唱片業協會）                                | 金   | 500,000^ |
| - ^銷售認證計算於出貨量 - ‡銷量認證計算於串流媒體銷量 |      |          |

## 外部連結
- 酷娃恰莉在Giphy上的動圖合輯